# 耶姆賽

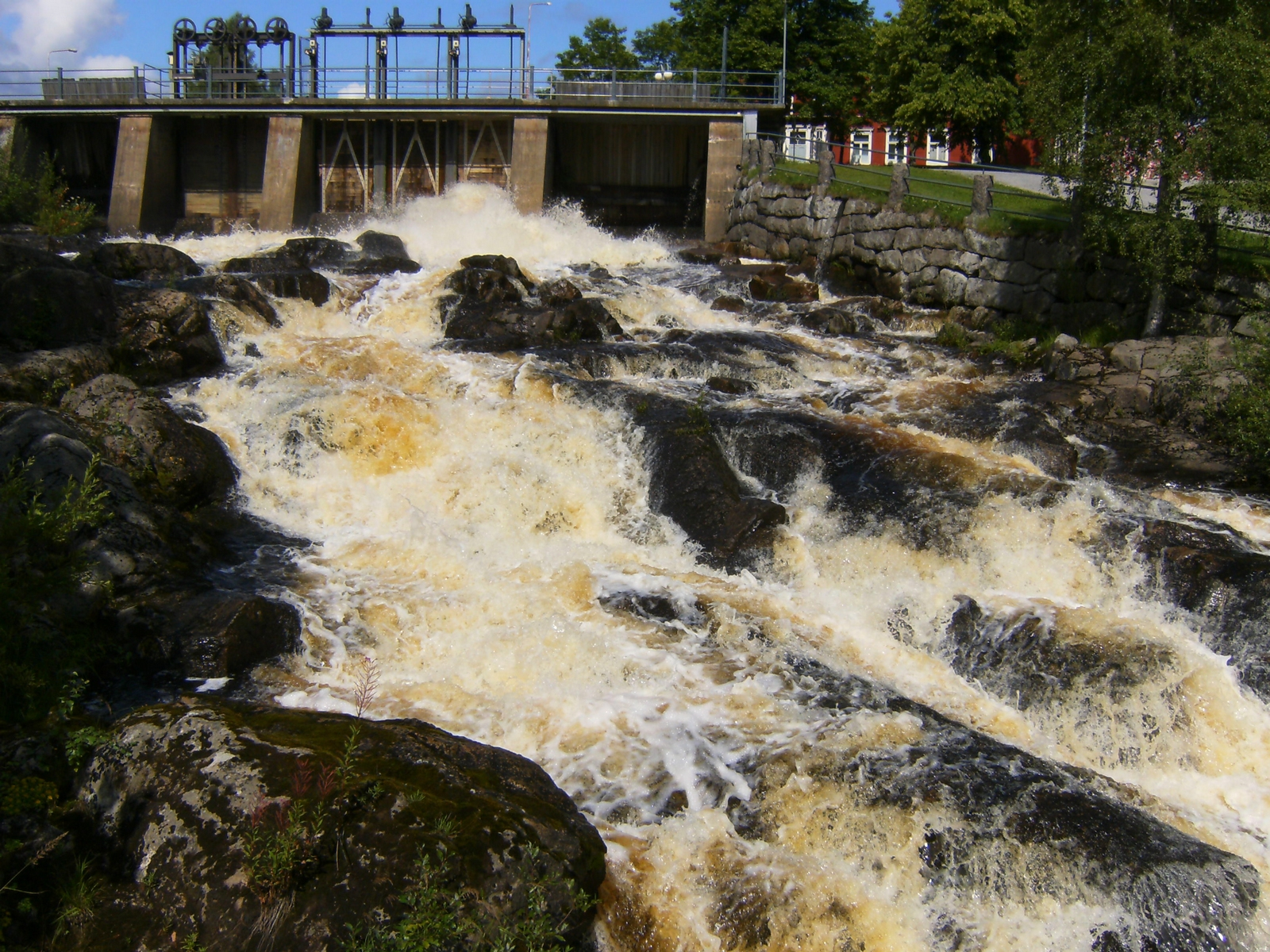

耶姆賽（Jämsä）是芬蘭的城鎮，位於該國南部，距離坦佩雷92公里，由中芬蘭區負責管轄，面積1,823.91平方公里，2012年人口22,511，其中約99%居民的母語是芬蘭語。

## 外部連結
- Town of Jämsä （页面存档备份，存于） – Official website

61°51′50″N 25°11′25″E / 61.8639°N 25.1903°E